# الانتخابات المحلية السورية 2018
أجريت انتخابات محلية في جميع أنحاء سوريا في 16 أيلول/سبتمبر 2018م لانتخاب 18,478 عضواً في المجالس المحلية في 88 دائرة انتخابية. وتنافس في الانتخابات أكثر من 40 إلى 41 الف مرشح بحسب مصادر موالية للحكومة. وكانت هذه الانتخابات هي الأولى التي تُجرى منذ الانتخابات المحلية السورية في عام 2011م، وجرت في خضم الحرب الأهلية السورية. ولم تُجرى الانتخابات إلا في الأراضي الخاضعة لسيطرة الحكومة السورية، مع إنشاء دوائر انتخابية خاصة للمناطق الخارجة عن سيطرة الحكومة.
وادعت الحكومة السورية أن هناك «إقبالاً جيداً» على الانتخابات، على الرغم من أن هذا الأمر كان موضع خلاف.

## المرشحين
وتنافس في الانتخابات ما بين 000 40 و 000 41 مرشح. وكانت أغلبية المرشحين من الجبهة الوطنية التقدمية التي يقودها حزب البعث في إطار قائمة الوحدة الوطنية، في حين كان 30 في المائة من المرشحين من المستقلين. وانتقدت أحزاب المعارضة القانونية مثل حزب الشباب السوري القومي وحزب وطن السوري الانتخابات لأنها لم تكن ديمقراطية بالكامل ولم ترشح أي مرشح. وانسحب بعض المرشحين من أحزاب الجبهة الوطنية التقدمية غير التابعة للحزب البعث ى معارضة للهيمنة الشعبية على التنظيم.

## نتائج
وادعت وزارة الشؤون المحلية أن نسبة المشاركة في الانتخابات بلغت 56%، رغم أن بعض المصادر تقول إن نسبة المشاركة كانت أقل من 26.5%. سيطر حزب البعث على الانتخابات وفاز في العديد من المناطق بشكل افتراضي.